# Distrito electoral de Atlanta (condado de Saline, Nebraska)
Atlanta (en inglés: Atlanta Precinct) es un distrito electoral ubicado en el condado de Saline en el estado estadounidense de Nebraska. En el Censo de 2010 tenía una población de 108 habitantes y una densidad poblacional de 1,16 personas por km².

## Geografía
Atlanta se encuentra ubicado en las coordenadas 40°28′25″N 97°19′16″O / 40.47361, -97.32111. Según la Oficina del Censo de los Estados Unidos, Atlanta tiene una superficie total de 93.32 km², de la cual 93.27 km² corresponden a tierra firme y (0.06%) 0.05 km² es agua.

## Demografía
Según el censo de 2010, había 108 personas residiendo en Atlanta. La densidad de población era de 1,16 hab./km². De los 108 habitantes, Atlanta estaba compuesto por el 94.44% blancos,el 0.93% eran amerindios y el 4.63% pertenecían a dos o más razas. Del total de la población el 4.63% eran hispanos o latinos de cualquier raza.